# Convolvulus oleifolius
Convolvulus oleifolius är en vindeväxtart. Convolvulus oleifolius ingår i släktet vindor, och familjen vindeväxter.

## Underarter
Arten delas in i följande underarter:
- C. o. oleifolius
- C. o. scopulorum

## Bildgalleri

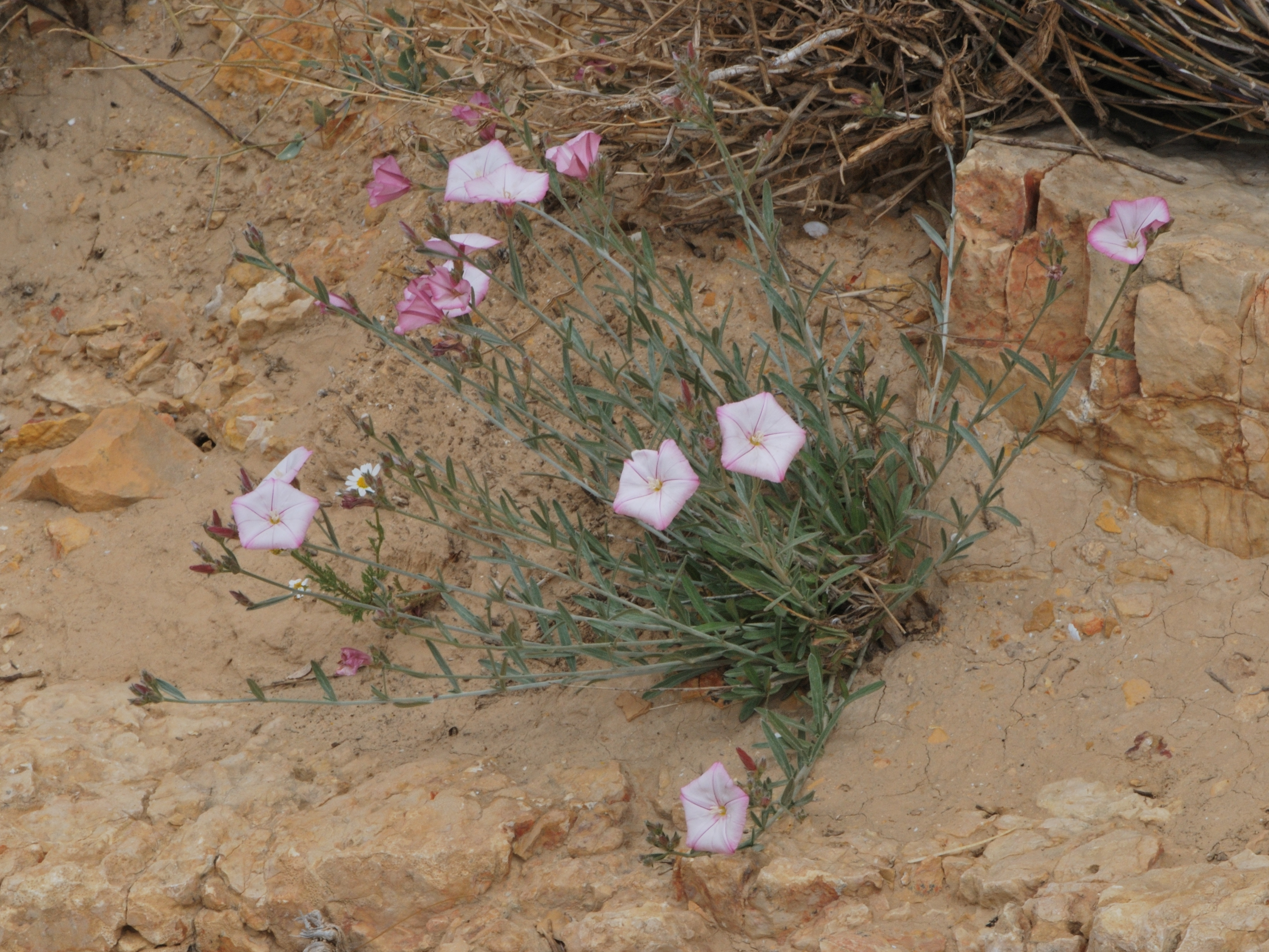
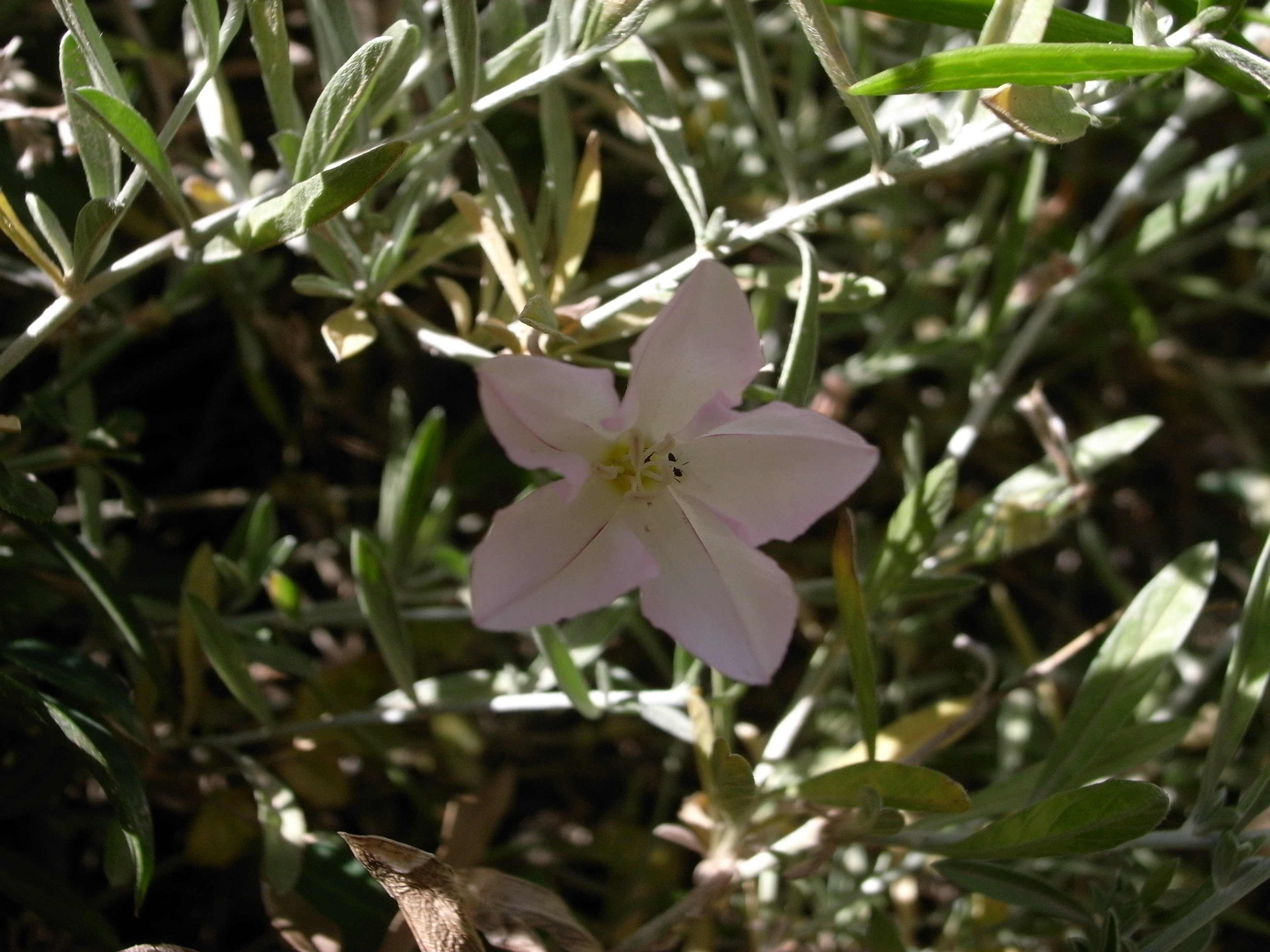
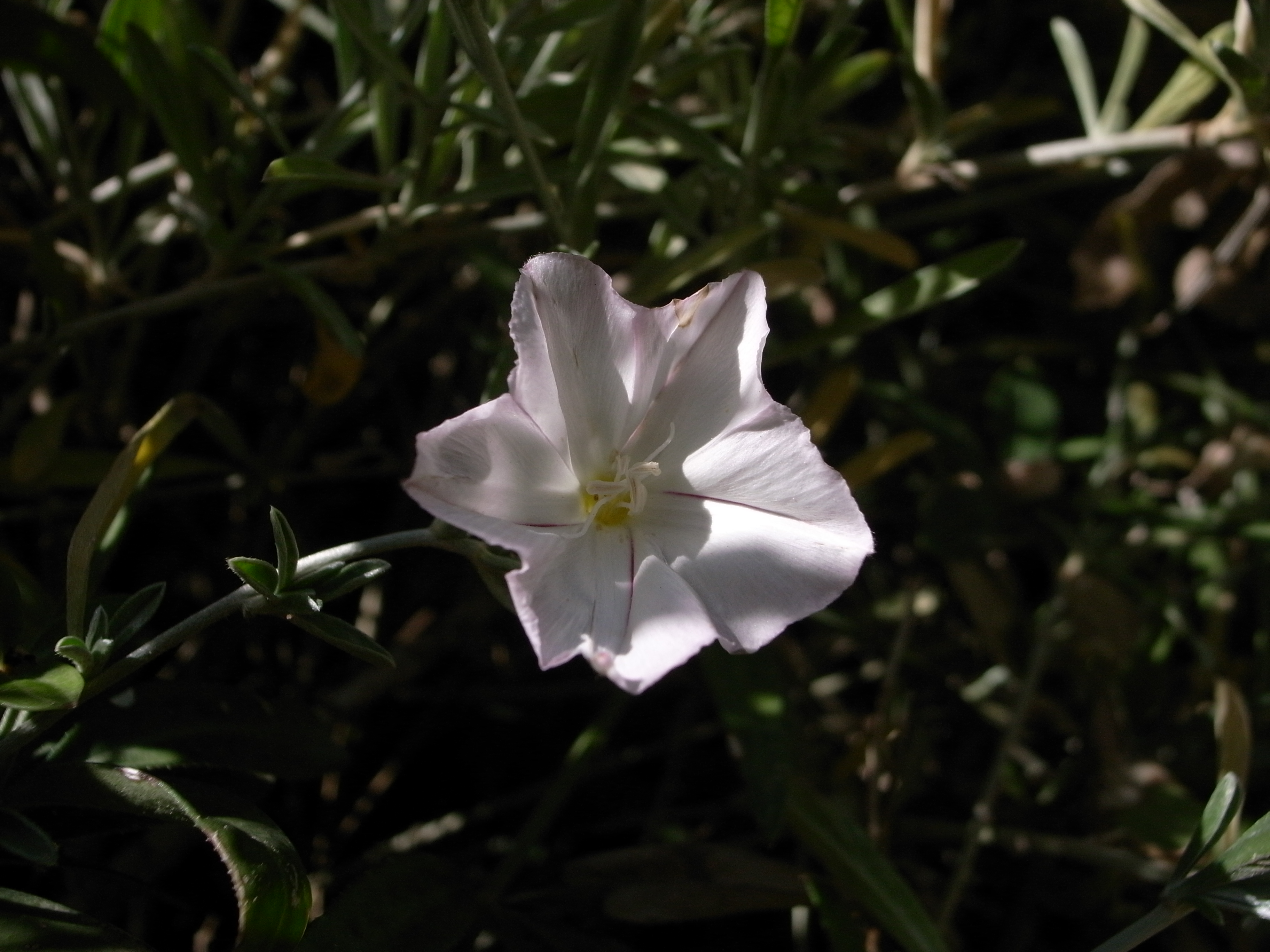
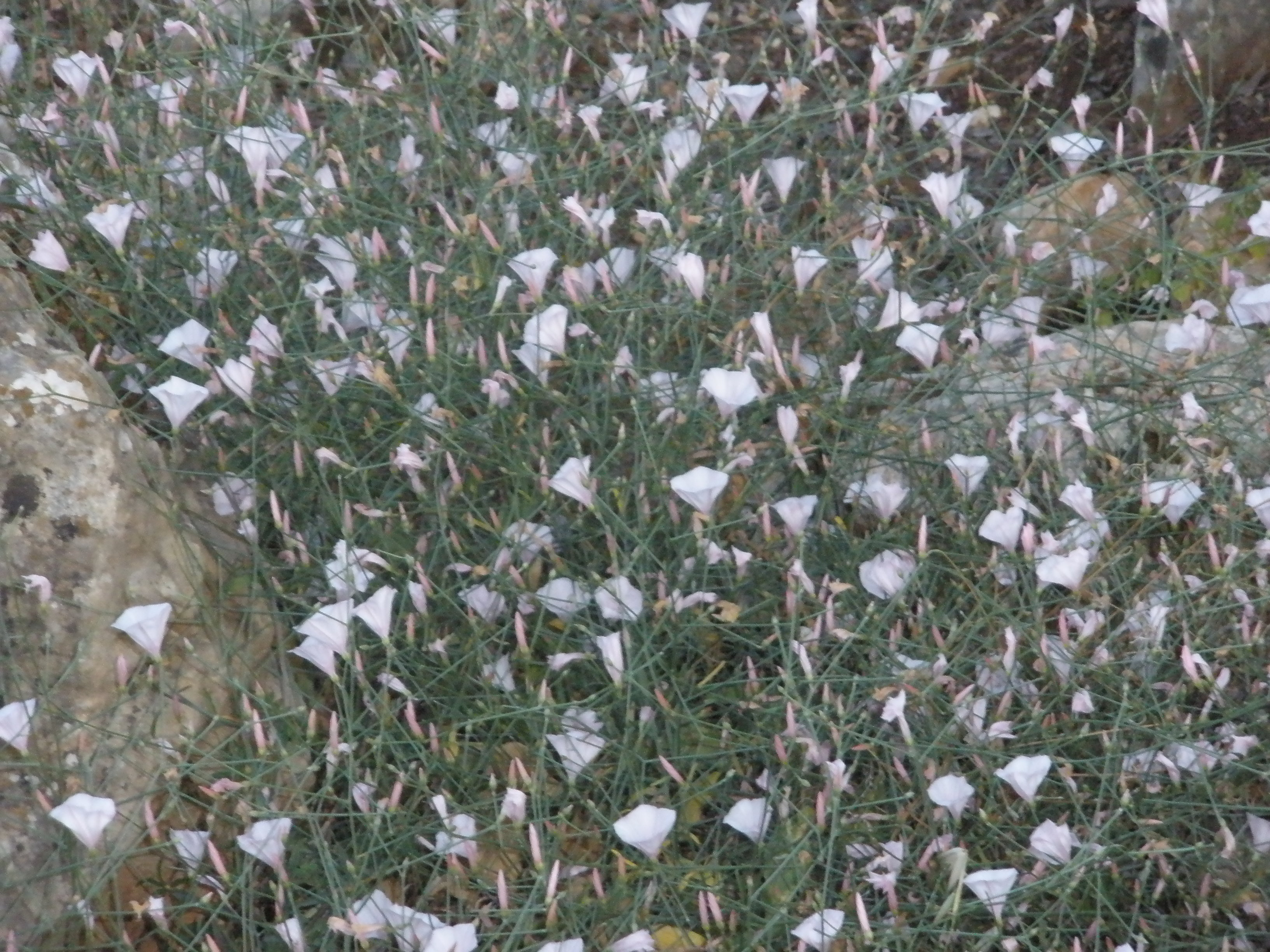